# HICOG-Siedlung

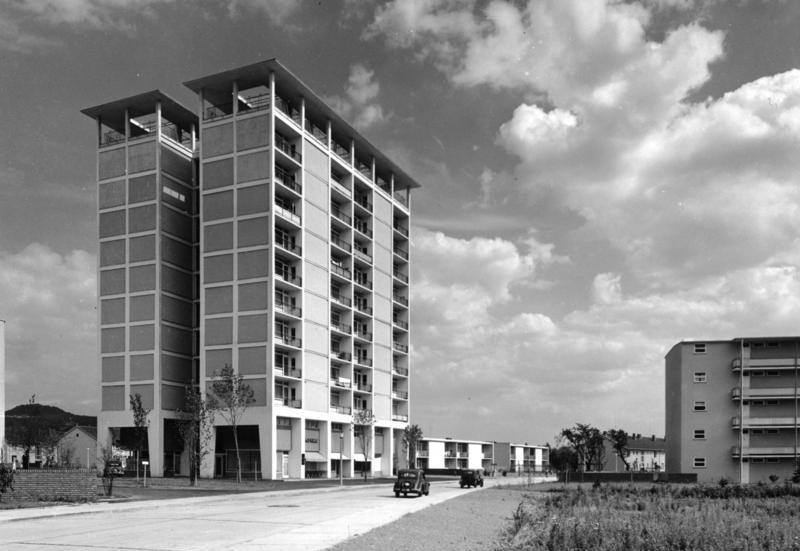
HICOG-Siedlung Muffendorf/Pennenfeld (1952)

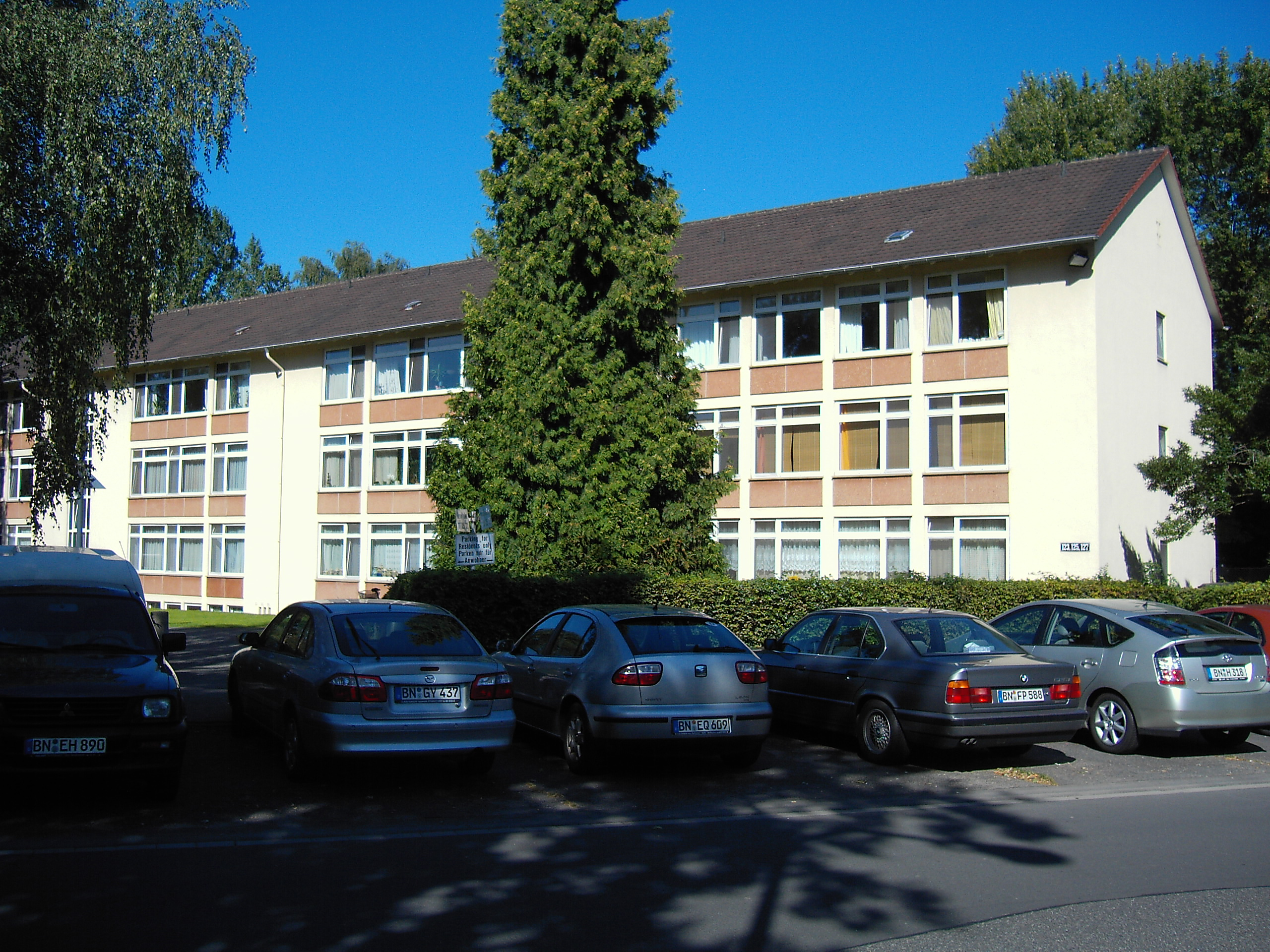
HICOG-Siedlung Plittersdorf (2006)

HICOG-Siedlungen sind von 1949 bis 1952 in Deutschland entstandene Wohnanlagen für die Angehörigen der US-amerikanischen Hochkommission unter Leitung des Hohen Kommissars („High Commissioner of Germany“ = HICOG). 
Während die US-amerikanische Hochkommission 1951/52 als Teil der Alliierten Hohen Kommission (AHK) von Frankfurt am Main an den vorläufigen Regierungssitz Bonn verlegt wurde, wurden dort unter Leitung des Architekten Sep Ruf mehrere Siedlungen errichtet. Für amerikanische Mitarbeiter der Hochkommission entstand die HICOG-Siedlung Plittersdorf, für deutsche Mitarbeiter die HICOG-Siedlungen Muffendorf/Pennenfeld und Tannenbusch. Innerhalb der Siedlungen wurde teilweise eine komplett eigene Versorgungsinfrastruktur nach der amerikanischen Lebensweise geschaffen, die auch eigene Schulen und Kindergärten sowie eine eigene Energieversorgung umfasste. Eine für britische Mitarbeiter der AHK errichtete Wohnanlage war die Siedlung Im Etzental oberhalb des Bad Godesberger Stadtzentrums, die 1951 fertiggestellt wurde.
In der HICOG-Siedlung in Plittersdorf wurden nach der Auflösung der Dienststelle die Bediensteten und Angehörigen der amerikanischen Botschaft untergebracht. Die anderen Siedlungen gingen ins Eigentum der Bundesrepublik Deutschland über und wurden den Mitarbeitern der in Bonn ansässigen Bundesbehörden bereitgestellt.